# Удар (военен)
Вижте пояснителната страница за други значения на Удар.
Ударът е съставна част от боя. Той се заключва в едновременното поразяване на противника чрез мощно въздействие с видовете оръжия или с войски. Според количеството участващи средства и броят на поразяваните обекти ударите биват: масирани, съсредоточени, групови и единични.
В зависимост от използваните средства ударите биват:
- Въздушен удар или още като авиационен удар
- ядрени
- огневи
- ракетни
- ракетно-артилерийски
- удари с войски.